# Sørjerfjorden
Sørjerfjorden er en fjord i Roan og Osen kommuner i Trøndelag fylke i Norge. Fjorden har indløb ved Jarnholmen i nord og går 4 kilometer mod sydøst til Ormneset i bunden af fjorden.
Lige syd for Jarnholman går Nisneset ud i fjorden fra øst og på sydsiden  ligger bebyggelsen Sørjer som har lagt  navn til fjorden. Bortset fra dette er der få bosætninger ved fjorden. Fjeldet Hesten på 363 moh. ligger på østsiden af fjorden. 
Fylkesvej 715 går langs østsiden af fjorden.